# بهشتی (نام خانوادگی)
این صفحه دربردارنده فهرستی از افراد با نام خانوادگی بهشتی است:
- سید محمد بهشتی معروف به شهید بهشتی، سیاستمدار ایرانی
- علی‌رضا بهشتی، فرزند سید محمد بهشتی، پژوهشگر علوم سیاسی و مشاور میرحسین موسوی در انتخابات دهم ریاست جمهوری
- سید محمدرضا حسینی بهشتی، فرزند سید محمد بهشتی، پژوهشگر فلسفه و استادیار فلسفه دانشگاه تهران
- سید علی‌رضا بهشتی شیرازی سیاستمدار، استاد دانشگاه و روزنامه‌نگار ایرانی است و سردبیر روزنامه کلمه سبز
- سید محمد بهشتی شیرازی، رئیس سابق سازمان میراث فرهنگی، صنایع دستی و گردشگری
- احمد بهشتی، استاد فلسفه دانشگاه آزاد اسلامی و نماینده مجلس اول و دوم
- هوشنگ بهشتی، بازیگر
- ثریا بهشتی، بازیگر
- لیلا بهشتی، شاعر
- بهشتی تبریزی، شاعر
- جواد بهشتی، بازیکن سابق فوتبال ایران
- ستار بهشتی، کارگر، وبلاگ‌نویس و زندانی سیاسی مقتول ایرانی